# BMW Club Schweden
BMW Club Schweden, märkesklubb för BMW-ägare i Sverige.
BMW Club Schweden är uppdelad i olika sektioner, och det finns även klubbar för olika modeller som ingår under BMW Club Schwedens tak. Det anordnas träffar och man utger klubbtidningen Bayerisches Blatt.